# 조종사여 날아라
조종사여 날아라《(독일어: Flieger empor 플리거 엠포어[*]》는 독일의 군가이다.

## 독일어 가사
Wir fliegen durch silberne Weiten,
Selig dem Himmel gesellt,
Schweben und sinkenund gleiten
Über unendlich Breiten,
Die Gott uns zum Schauen bestellt.
Über der Erde zu thronen
Hoch im sonnigen Schein,
In unerschlossenen Zonen
Neue Menschen zu sein,
Braust es im Chor:
Flieger empor!
Wir werden zum fliegen geboren,
Augen stets offen und klar!
Klingt die Musik der Motoren,
Fühlen wir uns unverloren
Und furchtlos in jeder Gefahr.
Über der Erde zu thronen
Hoch im sonnigen Schein,
In unerschlossenen Zonen
Neue Menschen zu sein,
Braust es im Chor:
Flieger empor!

## 한국어 번역
1절
우리 조종사들은 은빛 하늘을 날으며
하늘의 축복이 있으리
떠오르고 가라앉고 활공하고
무한한 공간을 넘으며
신이 우리를 보며 인사를 하네
이 땅위에 군림하는
햇빛은 높은 곳에서 빛난다
다다르지 못한 곳에서
새로운 사람이 되기 위해
소리 높혀 부른다
조종사여 날아라!
2절
우리는 날기 위해 태어났고
눈은 항상 뜨고 주시하라!
엔진의 노래가 울리며
우리는 서로를 잃지 않는 것을 느낀다
모든 위험에 두려움이 없다네
이 땅위에 군림하는
햇빛은 높은 곳에서 빛난다
다다르지 못한 곳에서
새로운 사람이 되기 위해
소리 높혀 부른다
조종사여 날아라!

## 같이 보기
- 항공행진곡 - 소련/러시아 군가
- 붉은 조종사 - 동독 군가